# Wojciech Szmyd (1874–1938)
Wojciech Szmyd SJ (ur. 19 kwietnia 1874 w Starej Wsi, zm. 16 maja 1938 tamże) – polski duchowny rzymskokatolicki, jezuita, profesor teologii moralnej i prawa kanonicznego.

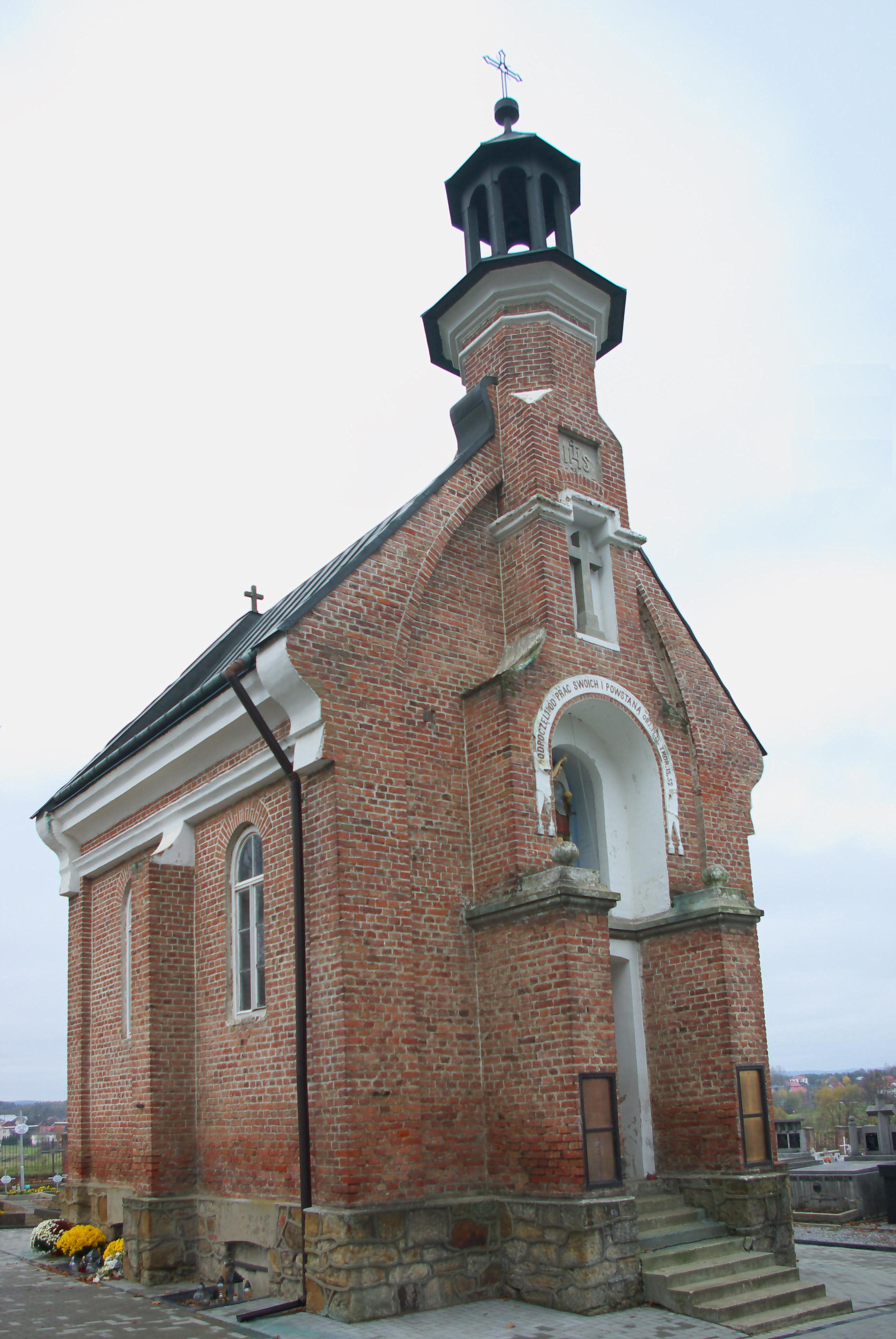
Kaplica grobowa jezuitów w Starej Wsi

## Życiorys
Urodził się 19 kwietnia 1874 w Starej Wsi w chłopskiej rodzinie Jana i Anny z domu Piecuch. Uczęszczał do szkoły powszechnej w Starej Wsi. Od 1886 do 1890 kształcił się w C. K. Gimnazjum w Sanoku kończąc cztery klasy. W dniu 28 lipca 1890 wstąpił do zakonu jezuitów w rodzinnej Starej Wsi, gdzie ukończył dwuletni nowicjat w 1892. W dniu 10 sierpnia 1892 złożył pierwsze śluby zakonne. 
Od 1892 do 1894 odbywał studia w kolegium starowiejskim jezuitów („humaniora”), od 1894 do 1895 retorykę, następnie studiował filozofię na zakonnym wydziale w Nowym Sączu od 1895 do 1898, teologię na zakonnym wydziale w Krakowie od 1898 do 1902. W dniu 21 maja 1902 zdał egzamin, po czym uzyskał tytuł doktora z zakresu filozofii i teologii. Po latach 3 stycznia 1923 otrzymał dyplomy doktoratów wydane przez Papieski Uniwersytet Gregoriański w Rzymie. Następnie pogłębiał wiedzę z teologii moralnej: od 1902 do 1903 w Krakowie, później od 1907 do 1908 w belgijskim Leuven. W dniu 28 czerwca 1901 otrzymał w Krakowie sakrament święceń kapłańskich z rąk bpa Anatola Nowaka. Od 1903 do 1904 odbywał trzecią probację zakonną w Tarnopolu. W dniu 15 sierpnia 1907 złożył w Leuven profesję zakonną.
W kolejnych latach pracował jako profesor teologii moralnej i pastoralnej: na zakonnym wydziale teologicznym w Krakowie od 1904 do 1907 oraz od 1908 do 1914, od 1920 do 1922, od 1924 do 1926, ponadto także w Bad Gräfenberg, Dziedzicach, Starej Wsi od 1914 do 1920, w Kolegium „Bobolanum” w Lublinie od 1926 do 1937. Prócz tego wykładał teologię moralną w Arcybiskupim Seminarium w Poznaniu od 1922 do 1924 oraz w seminarium O.O. Kapucynów w Lublinie od 1936 do 1937. Był także wykładowcą prawa kanonicznego od 1915 do 1920 z przerwami. Był także wykładowcą praktycznej nauki spowiedników, zakonnym cenzorem książek, pełnił funkcję ojca duchownego Śląskiego Seminarium Duchownego w Krakowie od 1925 do 1926. Był autorem trzech podręczników kanonistyki. W tym zakresie publikował także artykuły w czasopismach „Nasze Wiadomości”, „Wiadomości Pasterskie”, „Głosy Katolickie”.
Po odejściu z pracy w Lublinie od 1937 posługiwał jako ojciec duchowny w domu Zgromadzenia Sióstr Służebniczek Najświętszej Maryi Panny Niepokalanie Poczętej w Starej Wsi. Zmarł 16 maja 1938 w Starej Wsi. Został pochowany w kaplicy grobowej jezuitów na cmentarzu w Starej Wsi.

## Publikacje
- Prawo zakonne. Przepisy Kodeksu Prawa Kanonicznego (1918, tłumaczenie; współautor: Jan Roth)
- Visitatio canonica (1920)
- Zarys prawa małżeńskiego (1920)
- Praktyczny podręcznik prawa małżeńskiego (1929)[6]
- Kary kościelne (1929)
- Odpusty (1930)[7]